# Garsende de Périgord
Garsende de Périgord, duchesse de Gascogne.
Née au début du XIe siècle, elle est la fille d'Audoin II comte de Périgueux et d’Alausie de Gascogne  qui lui donne pour sa dot ses droits sur le duché de Gascogne.
Garsende les apporte donc à son époux Guillaume VIII d'Aquitaine à leur mariage après 1044.
Quand Guy-Geoffroi devient comte de Poitiers et duc d'Aquitaine en 1058, il répudie Garsende à cause de la stérilité de leur mariage.
Elle se retire donc au couvent Notre-Dame de Saintes, fondé en 1047 par sa belle-mère Agnès de Bourgogne.